# Finntorp

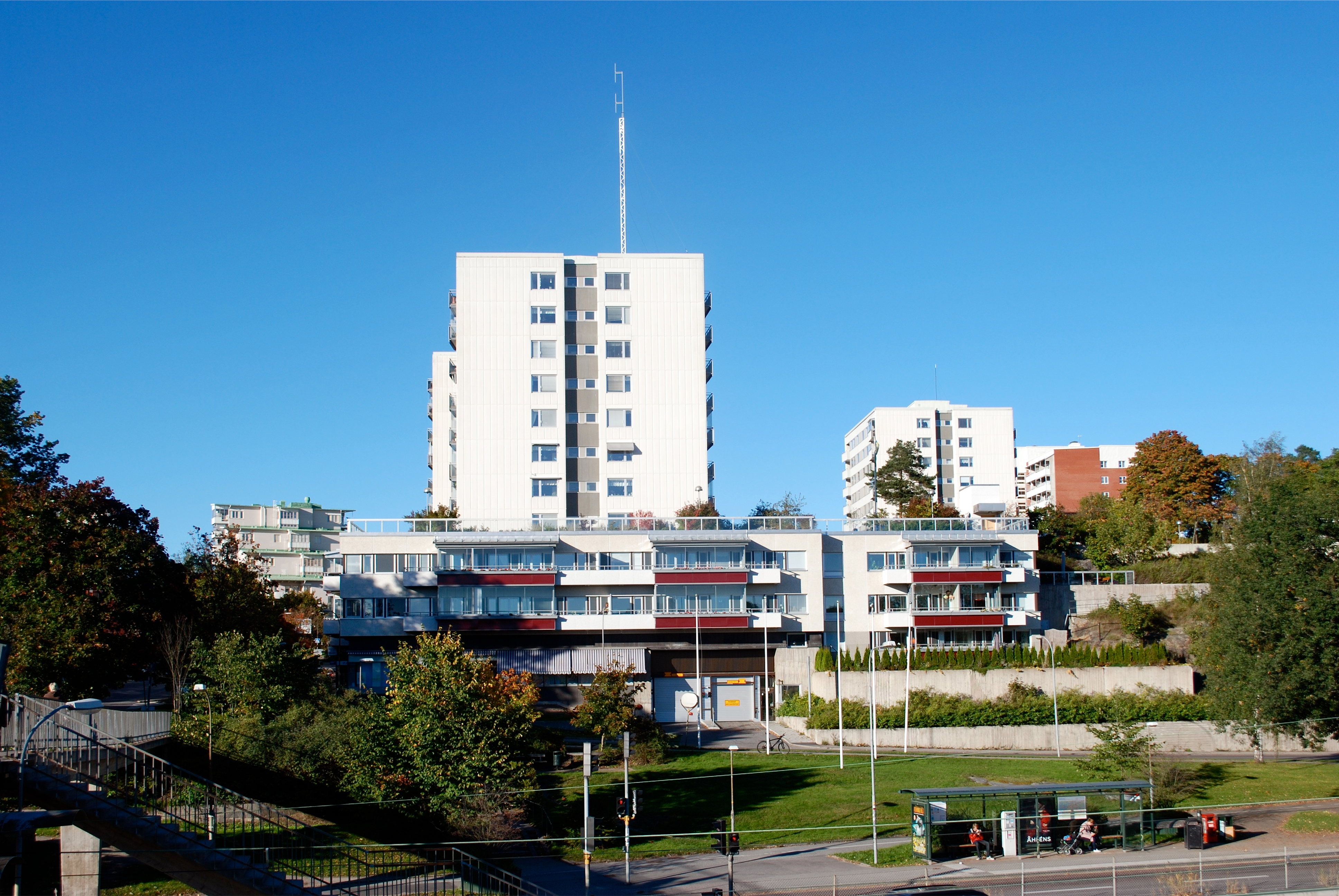
Finntorp sett från gångbron över Värmdövägen i september 2010.

Finntorp är ett område i kommundelen Sicklaön inom Nacka kommun, Stockholms län. Finntorp gränsar till Alphyddan och Sickla i väst och sydväst, av skol- och idrottsområdet kring Nacka gymnasium i öst, av Värmdöleden i norr och av Värmdövägen och Saltsjöbanan i söder. Finntorp består av både bostäder och arbetsplatser. Bebyggelsen är en blandning av villor, radhus och lägenheter i höghus och ingår i tätorten Stockholm. Enligt befolkningsstatistik från 2005 bor det 2 262 personer i Finntorpsområdet.
Mitt i den södra delen av Finntorp ligger Nacka kyrka. I den västra delen ligger naturområdet Svindersberg.

## Historia
Namnet har stadsdelen fått efter torpet Finntorp som på senare delen av 1800-talet lydde under Stora Sickla gård. Torpet hette då Sjöstugan och ägdes av Matts Mattsson. Han efterträddes av en finländsk arrendator och namnet ändrades till Finntorp.
Under 1800-talets slut byggdes flerfamiljsvillor i Finntorp som en följd av behovet av bostäder till de anställda i det allt växande industriella Sickla. Efter 1949 års stadsplan växte bostadsområden fram och även en mindre centrumbildning. I slutet av 1950-talet utvidgades Finntorps centrum och fyra åttavåningshus byggdes i dess anslutning. Under slutet av 1970-talet byggdes ett bostadsområde med lägenheter i radhusliknande trevåningshus nordost om kyrkan. Under nästkommande decennium uppfördes ett servicehus i området.
Under 2000-talet så har mindre kompletteringar med bostäder gjorts kring Tallidens skola och flera bostäder har totalrenoverats.